# Molus River
Molus River är ett vattendrag i Kanada.   Det ligger i provinsen New Brunswick, i den östra delen av landet, 800 km öster om huvudstaden Ottawa.
I omgivningarna runt Molus River växer i huvudsak blandskog. Runt Molus River är det mycket glesbefolkat, med 2 invånare per kvadratkilometer.